# Altes Waisenhaus (Stuttgart)

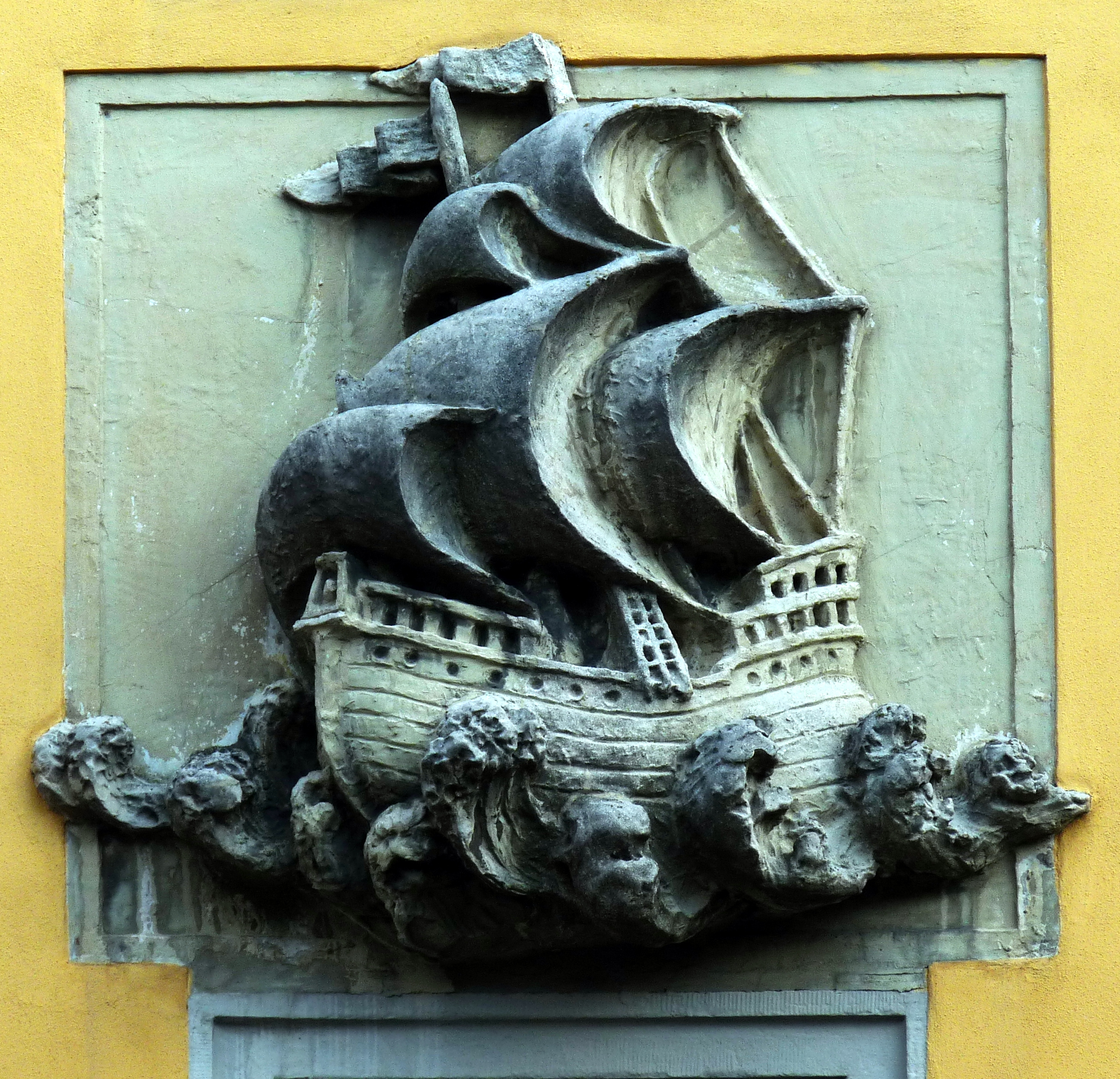
Schiff auf der Fassade (Einzelheit)

Das Alte Waisenhaus ist eine Immobilie der baden-württembergischen Landeshauptstadt Stuttgart. Sie liegt an der Nordwestseite des Charlottenplatzes im Stadtbezirk Mitte, im Norden umgrenzt vom Karlsplatz, im Westen vom Hotel Silber. 
Das Bauwerk ist asymmetrisch-viereckig angelegt und hat einen langgestreckten Innenhof, der in seiner über 300-jährigen Geschichte mehrfach verändert und erweitert wurde. Das vom Gebäude in Anspruch genommene Terrain war ehemals halb so groß und wurde für Tanz- und Spielereignisse genutzt. Später entstand an der Stelle ein herrschaftlicher Hofplatz, der vor der Stadtmauer lag, am seinerzeit oberirdisch fließenden Nesenbach.

## Geschichte

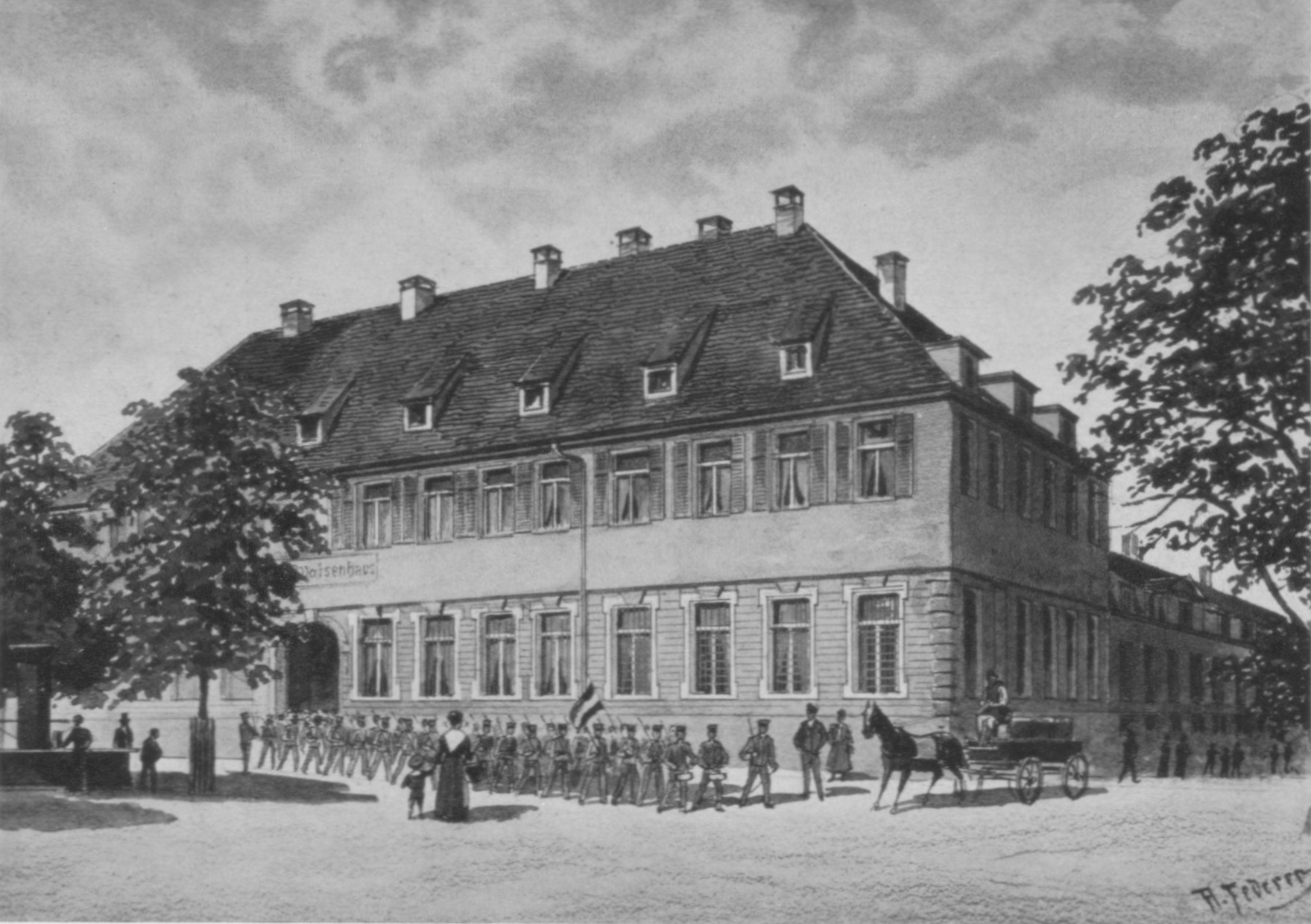
Das Alte Waisenhaus um 1890

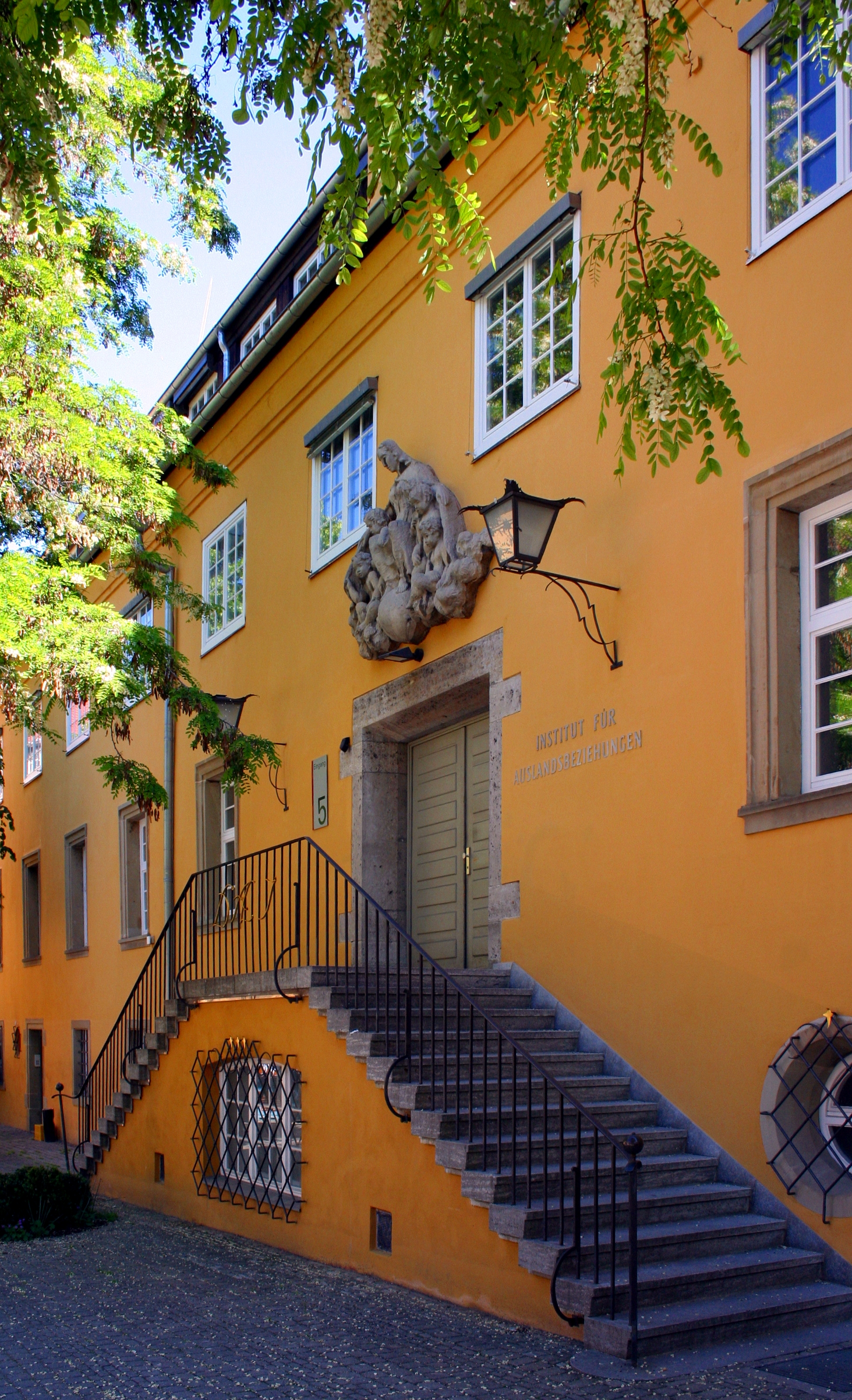
Im „Alten Waisenhaus“ am Charlottenplatz ist seit 1925 der Sitz des ifa. Er hatte unter dem Vorgänger DAI den Namen Haus des Deutschtums.

### Baugeschichte
Geplant war ursprünglich der Bau einer Kaserne für die berittene königliche Leibgarde. Beauftragt hierfür waren der Architekt P. J. Jenisch und Baumeister Johann Ulrich Heim, die im Jahr 1705 mit der Herstellung einer Reiterkaserne begannen. Im Jahr 1710 wurden die Residenz und Leibgarde nach Ludwigsburg verlegt, weshalb der noch nicht fertiggestellte Bau umgewidmet werden musste. Die Stadt Stuttgart einigte sich für die Zweckbindung auf ein „Waisen-, Zucht- und Arbeitshaus“. Waisenkinder sowie (unverschuldet) in Armut geratene Personen sollten hier aufgenommen, erzogen und vom Betteln abgehalten werden. Die Eigenschaft als Zucht- und Arbeitshaus sollte der Läuterung betroffener „Vaganten, Trunkenbolde, Spieler, boshafter Eheleute, Schwärmer und Fanatiker“ dienen. Die angedachte Kaserne wurde schließlich als Waisenhaus zu Ende gebaut. Ab 1712 beherbergte der barocke Bau vorgenannte Personenkreise. Ende des 18. Jahrhunderts wurde der Hauskomplex umgebaut und erweitert.

### Disziplinierungsanstalt
Der Tagesablauf der Insassen sah Wecken um sechs Uhr mit Gebet vor, Verrichtung der Morgenwäsche am Brunnen im Hof, Frühstück von Wassersuppe und die Morgenandacht. Es folgten zwei Stunden Schulunterricht: Religion, Lesen, Schreiben, Rechnen; die Mädchen wurden in Stricken, Nähen und Flicken unterrichtet. Nach dem Unterricht stand die tägliche Handarbeit an, Weben, Spinnen und Gerben. Zum Mittag gab es Gemüse oder Suppe, zweimal in der Woche Fleisch, viermal Wein. Danach wurde ein Spaziergang absolviert, gefolgt von einer Betstunde und weiterem Schulunterricht mit anschließender Arbeit. Der Tag klang mit Nachtessen und Andacht aus. Uniformiert und mit geschultertem Holzgewehr exerzierten die Waisen im Hof unter Trommelwirbel und marschierten singend durch die Straßen.

### Um- und Teilneubau
In der Folgezeit mauserte sich die Anstalt zu einer angesehenen Schule. Diese wurde 1922 nach Ellwangen verlegt und das Bauwerk sollte einem neuen Rathaus weichen. Tatsächlich erfolgte in der Zeit von 1922 bis 1924 lediglich ein Teilabriss. Die Neu- wie Umbaumaßnahmen leitete der Architekt Paul Schmitthenner. Der neue Mauerwerksbau wies fortan lange, gleichförmige und dreigeschossige Flügel auf. Charakteristisch ist das erhaltene Walmdach, das mittels hochgezogener Dacherker gegliedert wird. Den Zugang bilden zwei Portale, die mit plastischem Schmuck ausgestattet sind und in einen baumbestandenen weitläufigen Innenhof führen.

### Spätere Widmungszwecke
Nach Fertigstellung zog im Jahr 1925 das 1917 gegründete, heutige „Institut für Auslandsbeziehungen e. V. (ifa)“ ein. Das Gebäude hieß nun Haus des Deutschtums. Außerdem bezog die Süddeutsche Rundfunk AG (Sürag) in dem Gebäude Quartier. Beide Einrichtungen waren vom Stuttgarter Unternehmer und Wirtschaftsförderer Theodor Wanner begründet worden. Der Produktionsbetrieb der Sürag wurde Ende 1942 wieder eingestellt.
Nach dem Zweiten Weltkrieg wurden die Kriegszerstörungen beseitigt und der Bau wiederhergestellt. Ämter, Büros, Vertriebenenverbände und die KPD Baden-Württembergs zogen ein, bis letztere 1956 verboten wurde; zudem einige Läden, ein Café, eine Gaststätte mit Biergarten und das Planie-Kino.

## Heutige Nutzung
Bis heute ist das „Institut für Auslandsbeziehungen (ifa)“ Eigentümer des Gebäudes. Der NABU Stuttgart und weitere Institutionen, wie das Deutsch-Amerikanische Zentrum und die SKS Russ unterhalten in dem Bau ihre Geschäftsstellen. Weiterhin sind im Bau ein weitläufiges Restaurant, das Amadeus und das Speiselokal Grand Café Planie ansässig. Im Innenhof wird vom Amadeus ein beliebter Biergarten, der an Sommerabenden für kulturelle Freiluftveranstaltungen genutzt wird, unterhalten. Dem Grand Café Planie wurde Mitte Oktober 2020 überraschend per Gewerbeuntersagung die Konzession entzogen. Bis Juni 2024 soll das im Landesbesitz befindliche größte Kaffeehaus Stuttgarts saniert und neu verpachtet werden.